# Mount Rees (Crary Mountains)
Der Mount Rees ist ein 2709 m hoher Berg im westantarktischen Marie-Byrd-Land. Er ragt 11 km nordwestlich des Mount Steere am nördlichen Ende der Crary Mountains auf.
Wie alle Berge der Crary Mountains ist Mount Rees vulkanischen Ursprungs. Er entstand vor ungefähr 9,5 bis 9 Mio. Jahren und ist damit der älteste Berg dieses Gebirges.
Der United States Geological Survey kartierte ihn anhand eigener Vermessungen und Luftaufnahmen der United States Navy aus den Jahren von 1959 bis 1966. Das Advisory Committee on Antarctic Names benannte den Berg 1967 nach Manfred H. Rees, Polarlichtforscher auf der Byrd-Station zwischen 1965 und 1966.